# Lệ Thi
Lệ Thi (sinh năm 1925), tên khai sinh là Vũ Thị Lệ Thi, là một diễn viên kịch hát dân tộc Việt Nam. Bà có đóng góp to lớn cho việc bảo tồn và phát triển nghệ thuật ca kịch Bài chòi miền Trung.

## Cuộc đời và sự nghiệp

### Thời thơ ấu
Bà tên thật Vũ Thị Lệ Thi, sinh tại ở thị xã Nghĩa Lộ, tỉnh Quảng Ngãi, sinh ra trong một gia đình có người cha là tri phủ. Mẹ bà là bà Nguyễn Thị Hạnh, con gái nghệ nhân Nguyễn Như Bá (xem Châu Loan), còn được biết với tên gọi cô Ba Nam Bình, là một đào tuồng nổi tiếng. Do là con thứ 6 trong gia đình nên bà còn được gọi là Sáu Thi. Ngay từ nhỏ bà đã được mẹ truyền nghề và sống trong không khí nghệ thuật tuồng. 

### Sự nghiệp diễn xuất
Từ năm 17 tuổi, bà gia nhập gánh tuồng Ý Hiệp Ban và trở thành một đào hát tuồng nổi tiếng. Bà thành công với những vai như Loan Dung (vở Lý Phụng Đình), Trại Ba (Địch Thanh ly hôn), Đào Tam Xuân (Trảm Trịnh Ân), Nguyệt Cô (Tiết Giao đoạt ngọc), Nguyệt Tiên (Đào Phi Phụng), Xuân Hương (Mã Long Mã Phụng), Phượng Cơ (Tam nữ đồ vương)...
Sau Cách mạng tháng 8 năm 1945, bà tham gia tự vệ xã, sau đó gia nhập Đoàn kịch Nam tiến của Uỷ ban Kháng chiến miền Nam. Bà được mời tham gia Đoàn kịch Quảng Ngãi, đóng vai chính trong các vở của đoàn như: Phượng Cơ, Trưng Trắc trong các vở Lòng già yêu nước, Trưng Trắc Trưng Nhị và đặc biệt thành công với vai Chị Ngộ trong vở tuồng cùng tên.
Năm 1954, tập kết ra Bắc, bà là diễn viên của Đoàn Văn công Liên khu V. Sau khi đoàn tách ra thành hai đoàn là đoàn Tuồng và đoàn Dân ca kịch. Bà cùng Ngô Quang Thắng, Nguyễn Tường Nhẫn, Nguyễn Văn Khánh, Nguyễn Kiểm, Đinh Thái Sơn tham dự đoàn dân ca kịch, được giao nhiệm vụ xây dựng kịch chủng mới: Kịch hát bài chòi. Vai diễn đầu tiên của bà ở thể loại này là Thoại Khanh trong vở Thoại Khanh Châu Tuấn của Nguyễn Tường Nhẫn. Vở diễn đã đánh dấu sự ra đời của thể loại kịch hát mới. Ngay sau đó Đoàn dân ca kịch Liên Khu V được thành lập, bà trở thành một diễn viên chủ chốt của đoàn, giữ cương vị phó Đoàn. Với vai diễn này, bà được chọn là một trong 5 nghệ sĩ xuất sắc nhất trong Hội diễn sân khấu chuyên nghiệp năm 1958.
Sau khi thống nhất đất nước, bà trở về Đoàn Dân ca kịch Thuận Hải ở quê hương. Ở đây bà là cố vấn nghệ thuật cho đoàn, tiếp tục tham gia dàn dựng những vở mới như Bông trắng (1980), Bác Ai (1982)...
Bà là uỷ viên Ban chấp hành Hội văn nghệ dân gian Việt Nam, uỷ viên Hội nghệ sĩ sân khấu, Bà có giọng hát hay, từng đóng xuất sắc nhiều vai như Châu Tuấn trong Thoại Khanh - Châu Tuấn, Kiều trong Kiều - Từ Hải, bà mẹ trong các vở Trên núi Phìn Hồ, Vượt Chư Lây...
Trong những năm 1970, bà vừa tham gia biểu diễn, vừa sưu tầm, chỉnh lý nghệ thuật hát Bài chòi. Ngoài những làn điệu cũ, bà đã sáng tạo ra các điệu hát mới bổ sung cho hát Bài chòi như Chiêu quân, Dâng tướng quân, Hoảng loạn, Cam phận, Hoàng hôn... Ngoài ra, bà còn tham gia công tác giảng dạy nhiều thế hệ diễn viên sân khấu.
Năm 1984, bà được phong tặng danh hiệu Nghệ sĩ nhân dân đợt đầu tiên.

### Đời tư
Bà là vợ của soạn giả, nghệ sĩ ưu tú Nguyễn Tường Nhẫn. Con trai bà là Kì Ngộ và con gái Tường Vân đều là diễn viên Đoàn ca kịch Thuận Hải, con trai Quang Tái là một nhạc công của đoàn, con gái Hạnh Nguyên là diễn viên Đoàn ca kịch Phú Khánh, Phó Hiệu trưởng trường Đại học Sân khấu Điện ảnh Hà Nội.